# گورستان خوراب
گورستان خوراب، واقع در ساحل جنوبی رودخانه بمپور و در شمال ایرانشهر، توسط اشتاین کشف و کاوش گردید. اشیای تدفینی قبور خوراب دارای ظروف سفالی، مرمری و فلزی، زینت آلات ساخته شده از سنگ‌های نیمه قیمتی و همچنین تبری مفرغی با تزئین شتر است که با مجموعه فرهنگی بلخ و مرو قابل مقایسه است. بر اساس مطالعه‌ی آثار به دست آمده، این قبرستان متعلق به دورههای IV تا VI بمپور است. بئاتریس دکاردی قبور خوراب را با بمپور V2 همزمان میداند. پیگوت آن‌ها را به سال‌های ۲۰۰۰ پیش از میلاد و توزی بین سالهای ۲۰۰۰ تا ۱۸۰۰ پیش از میلاد ارتباط می‌دهد.